# Episodi di Donna detective (prima stagione)
La prima stagione della serie televisiva Donna detective andò in onda in prima visione su Rai 1 dal 25 novembre al 10 dicembre 2007. 
| nº | Titolo                | Prima TV Italia  |
| -- | --------------------- | ---------------- |
| 1  | Quale amore           | 25 novembre 2007 |
| 2  | L'abbandono           | 27 novembre 2007 |
| 3  | Tradimenti            | 2 dicembre 2007  |
| 4  | Colpevole o innocente | 3 dicembre 2007  |
| 5  | Errore umano          | 9 dicembre 2007  |
| 6  | Il ritorno            | 10 dicembre 2007 |